# Rakieta meteorologiczna
Rakieta meteorologiczna – rakieta służąca do sondowania i badania górnych warstw atmosfery, przestrzeni kosmicznej, bądź ciał niebieskich, za pomocą aparatury badawczej umieszczonej w głowicy.